# Bash in Berlin
WWE Bash in Berlin — шоу професійного реслінгу, що було організоване компанією WWE. Відбулося в суботу, 31 серпня 2024 року, на Uber Arena у Берліні, Німеччина, а участь в заході взяли реслери з брендових підрозділів компанії RAW й SmackDown. Подія транслювалася за принципом передплаченої трансляції (PPV) та лайвстримінгом й стала першим подібним заходом WWE у Німеччині.
П'ять матчів пройшло на даному шоу. У головній події, Гюнтер технічним підкоренням опонента захистив Чемпіонство світу у важкій вазі (бренд RAW) від представника SmackDown Ренді Ортона. У матчі відкритті й головному двобої для синього бренду, чемпіон Коді Роудс здобув перемогу над Кевіном Оуенсом у поєдинку за Беззаперечне чемпіонство WWE.

## Сюжети
Шоу охоплювало матчі, які стали результатом сценарних сюжетних ліній. Результати визначались сценаристами WWE на брендах RAW та SmackDown, а сюжетні лінії створювались на щотижневих телевізійних шоу WWE: Monday Night RAW та Friday Night SmackDown.
У травні, на шоу King and Queen of the Ring представник RAW Гюнтер переміг Ренді Ортона зі SmackDown у фіналі турніру «Король Рингу», що дало йому право на матч за титул чемпіона світу у важкій вазі на SummerSlam у серпні. Однак під час самого фінального двобою лопатки Ортона не повністю були притиснуті до рингу, коли рефері зарахував перемогу австрійця утриманням опонента. Після шоу керівник креативного відділу WWE Пол «Тріпл Ейч» Левек відмітив цю помилку і сказав, що рішення рефері є остаточним, але, ймовірно, відбудеться матч-реванш між ними. На SummerSlam Гюнтер здобув титул чемпіона світу у важкій вазі й під час виступу на наступному RAW його перервав Ортон. Він зазначив, що саме через цю помилку у фіналі «Короля Рингу» Гюнтер зрештою став чемпіоном. Потім він заявив, що хоче провести матч-реванш у Берліні, щоб відібрати у Гюнтера титул чемпіона в його рідній країні і Гюнтер прийняв виклик. Пізніше була визначена додаткова умова двобою — реслери обміняються брендами в разі перемоги Ренді.
На SummerSlam Коді Роудс зберіг титул Беззаперечного чемпіона WWE у матчі «за правилами Родоводу» проти Соло Сікоа. Під час поєдинку, в боротьбі з іншими членами «Родоводу» (Джейкоб Фату, Тама Тонга і Тонга Лоа) Роудсу допомагав Кевін Оуенс. У наступному епізоді SmackDown, коли Роудс збирався оголосити проти кого він хоче захищати титул на шоу в Берліні, його перебили представники «Родоводу» (Сікоа і Тонганці), так як Сікоа вимагав матчу-реваншу. Роудс відмовився, заявивши, що Сікоа не заслуговує на нього, і коли самоанці збиралися зайти на ринг і напасти на Коді, Оуенс знову прийшов йому на допомогу. Після того, як «Родовід» відступив, Роудс сказав, що оскільки Оуенс неодноразово допомагав Роудсу відбиватись від нападників, він відчув, що Оуенс заслуговує на шанс. Він хотів би захищати свій титул у бою проти Кевіна, який, однак, вважав, що він не заслужив його через свою історію перемог і поразок. Потім Роудс пішов поговорити з генеральним менеджером SmackDown Ніком Алдісом, аби отримати дозвіл на матч і, незважаючи на заперечення Оуенса, матч був офіційно затверджений.
На SummerSlam Лів Морган, в межах свого туру помсти, перемогла Рію Ріплі і зберегла за собою титул чемпіонки світу після, здавалося б, випадкового втручання екранного коханця Ріплі і партнера по «Судному Дню», «Брудного» Домініка Містеріо. Однак після матчу Містеріо зрадив Ріплі і поцілував Морган, розірвавши їхнє партнерство. Пізніше, тієї ж ночі інший учасник Судного Дня Деміан Пріст втратив титул чемпіона світу у важкій вазі після того, як його зрадив колега по угрупованню Фінн Балор. У наступному епізоді RAW Балор відлучив Пріста і Ріплі від гурту і додав Морган і Карліто. Опісля, того ж вечора на Пріста напали під час його матчу проти члена Судного Дня Джей Ді МакДони, перш ніж Ріплі вийшла й врятувала його. Тижнем пізніше, змішаний командний матч між Прістом і Ріплі, відомими нині як «Двійня Терору», а також Містеріо і Морган був офіційно оголошений на Bash in Berlin.
В межах багатомісячної ворожнечі, на SummerSlam Дрю МакІнтайр переміг Сі Ем Панка, а спеціальним запрошеним рефері бою був Сет «Фрікін» Роллінс. За кілька тижнів до того шоу Дрю вкрав браслет Панка, на якому були написані імена його дружини (Ей Джей Лі) та собаки (Ларрі). Під час матчу на SummerSlam Панк повернув браслет, але випадково впустив його. Роллінс підняв його, щоб прибрати з рингу. Панк напав на Сета, оскільки думав, що той знущається над ним. В кінцевому підсумку це коштувало Панку перемоги, а після бою МакІнтайр знову вкрав браслет. У випуску RAW від 12 серпня вони знову побилися й Панк, в результаті, відлупцював Дрю ременем. У наступному випуску Панк оголосив, що генеральний менеджер RAW Адам Пірс схвалив проведення поєдинку з ременем на Bash in Berlin між ним і МакІнтайром, котрий вийшов до нього і прийняв виклик.
На Clash at the Castle: Scotland, 15 червня Несвятий Союз (Альба Файр та Айла Доун) перемогли на той момент чинних чемпіонок Б'янку Белер і Джейд Каргілл, а також Шейну Базлер і Зої Старк, одна з яких й була утримана. Таким чином вони виграли жіноче командне чемпіонство WWE. Протягом наступних кількох тижнів Белер і Каргілл обіцяли повернути собі титули. 2 серпня, в епізоді SmackDown Белер і Каргілл перемогли Файр і Доун у матчі-реванші по дискваліфікації після втручання Блер Давенпорт. Оскільки чемпіонські титули не переходять з рук в руки через дискваліфікацію або відрахування (якщо не було обумовлено інше), Файр і Доун залишилися чемпіонками. 23 серпня генеральний менеджер SmackDown Нік Алдіс оголосив, що Файр і Доун захищатимуть свої титули проти Белер і Каргілл на шоу Bash in Berlin.

## Матчі
| №                                                    | Результати | Умови | Час   |
| ---------------------------------------------------- | --- | --- | ----- |
| 1                                                    | Коді Роудс (c) переміг Кевіна Оуенса утриманням опонента.                                                                      | Одиночний матч за Беззаперечне чемпіонство WWE                                                                                          | 23:16 |
| 2                                                    | Б'янка Белер і Джейд Каргілл перемогли Несвятий Союз (Альба Файр й Айла Доун) (c) утриманням опонентки.                        | Командний матч за Командне чемпіонство WWE серед жінок                                                                                  | 12:02 |
| 3                                                    | Сі Ем Панк переміг Дрю МакІнтайра доторкнувшись всіх кутів рингу.                                                              | Матч з ременем | 19:15 |
| 4                                                    | Двійня Терору (Деміан Пріст й Рія Ріплі) перемогла Судний День («Брудний» Домінік Містеріо й Лів Морган) утриманням опонентки. | Змішаний командний матч | 14:20 |
| 5                                                    | Гюнтер (c) переміг Ренді Ортона технічним підкоренням опонента.                                                                | Одиночний матч за Чемпіонство світу у важкій вазі Якщо Ренді переможе, то стане реслером бренду RAW, а Гюнтер відправиться на SmackDown | 34:28 |
| \| (c) \| – чемпіон(-и) на момент старту поєдинку \| | | |       |
| (c)                                                  | – чемпіон(-и) на момент старту поєдинку                                                                                        | |       |